# Kungälv
För andra betydelser, se Kungälv (olika betydelser).

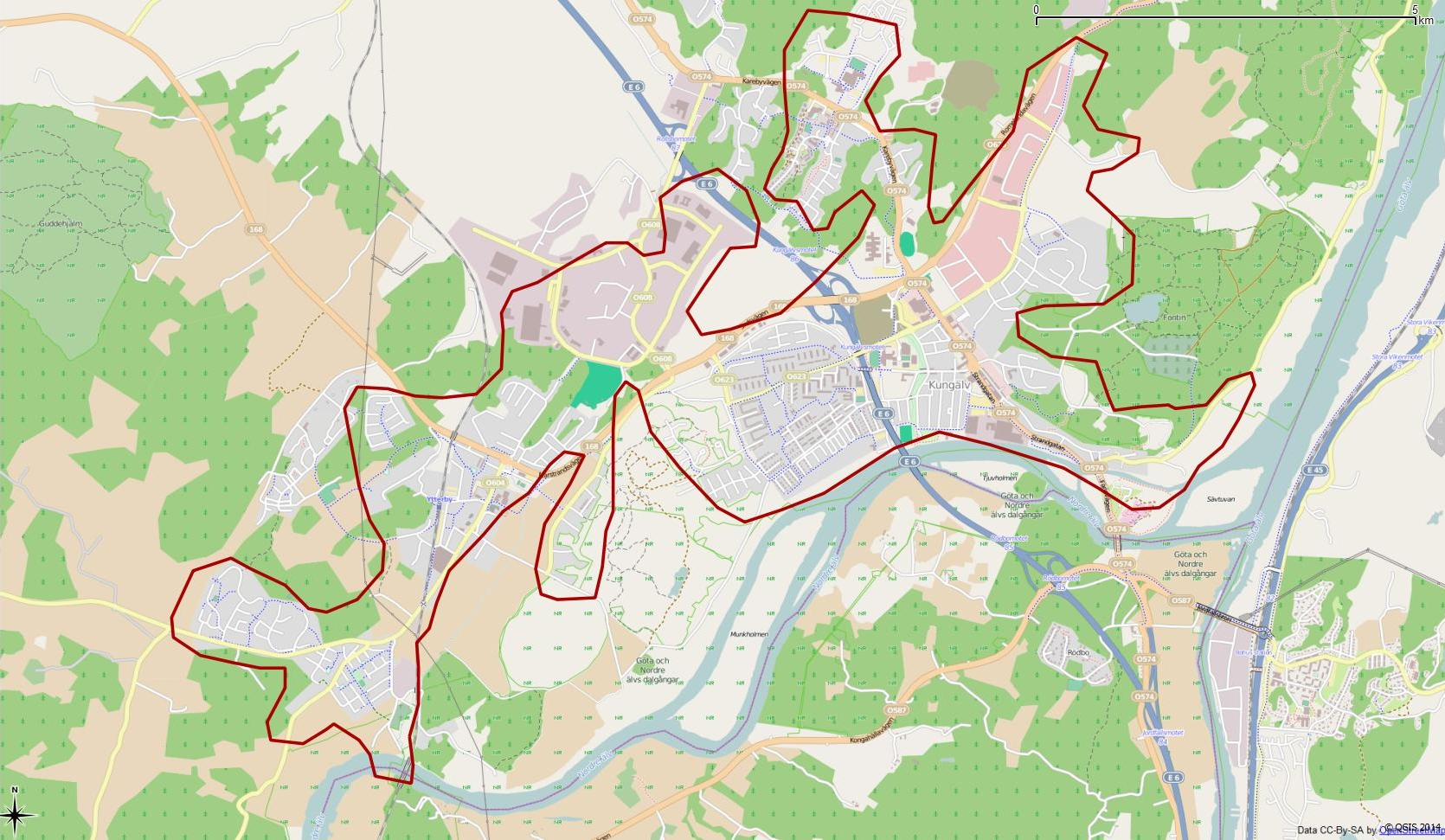
Tätorten Kungälvs avgränsning 1990.

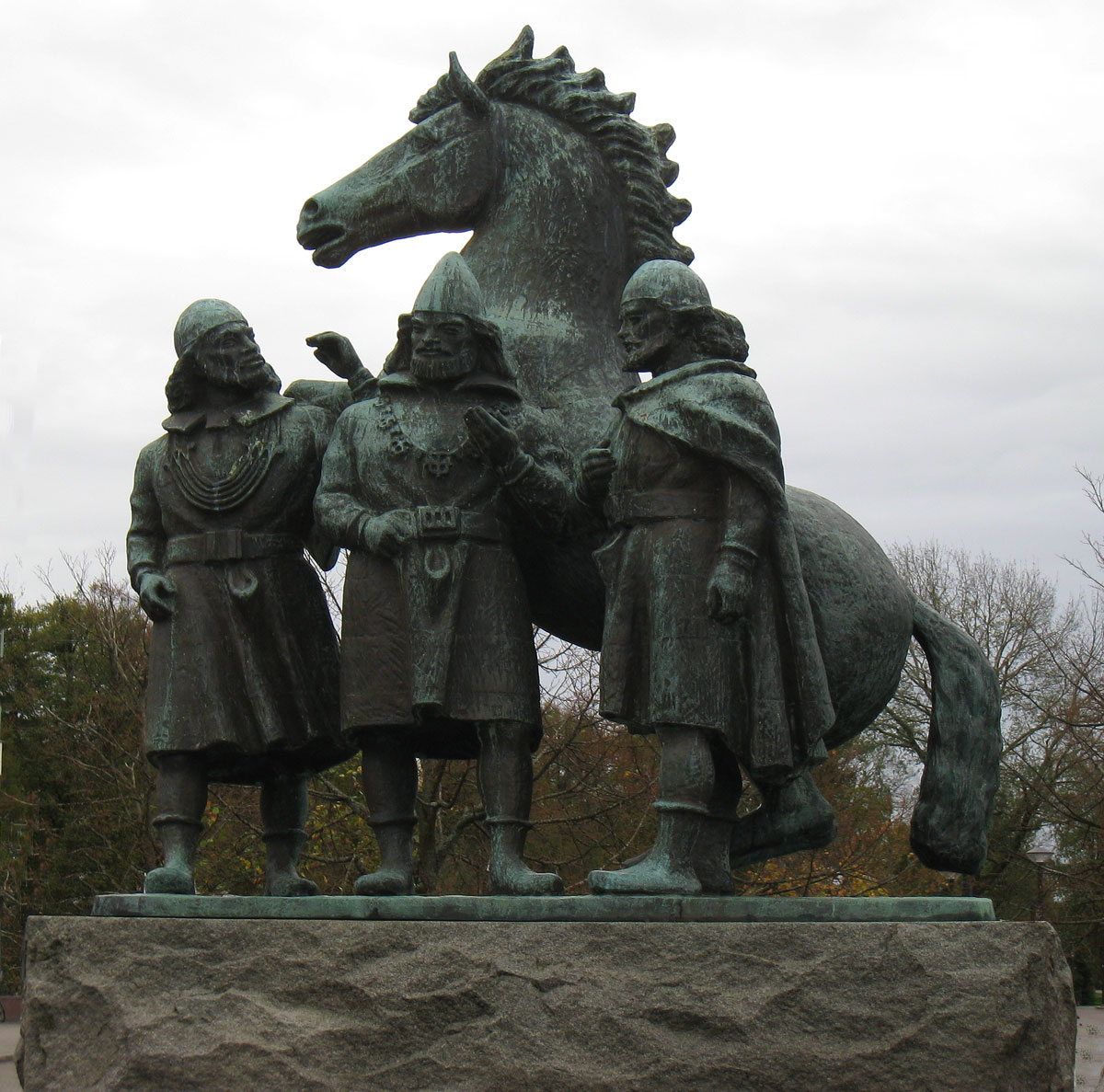
Tre kungar. Staty av Arvid Källström.

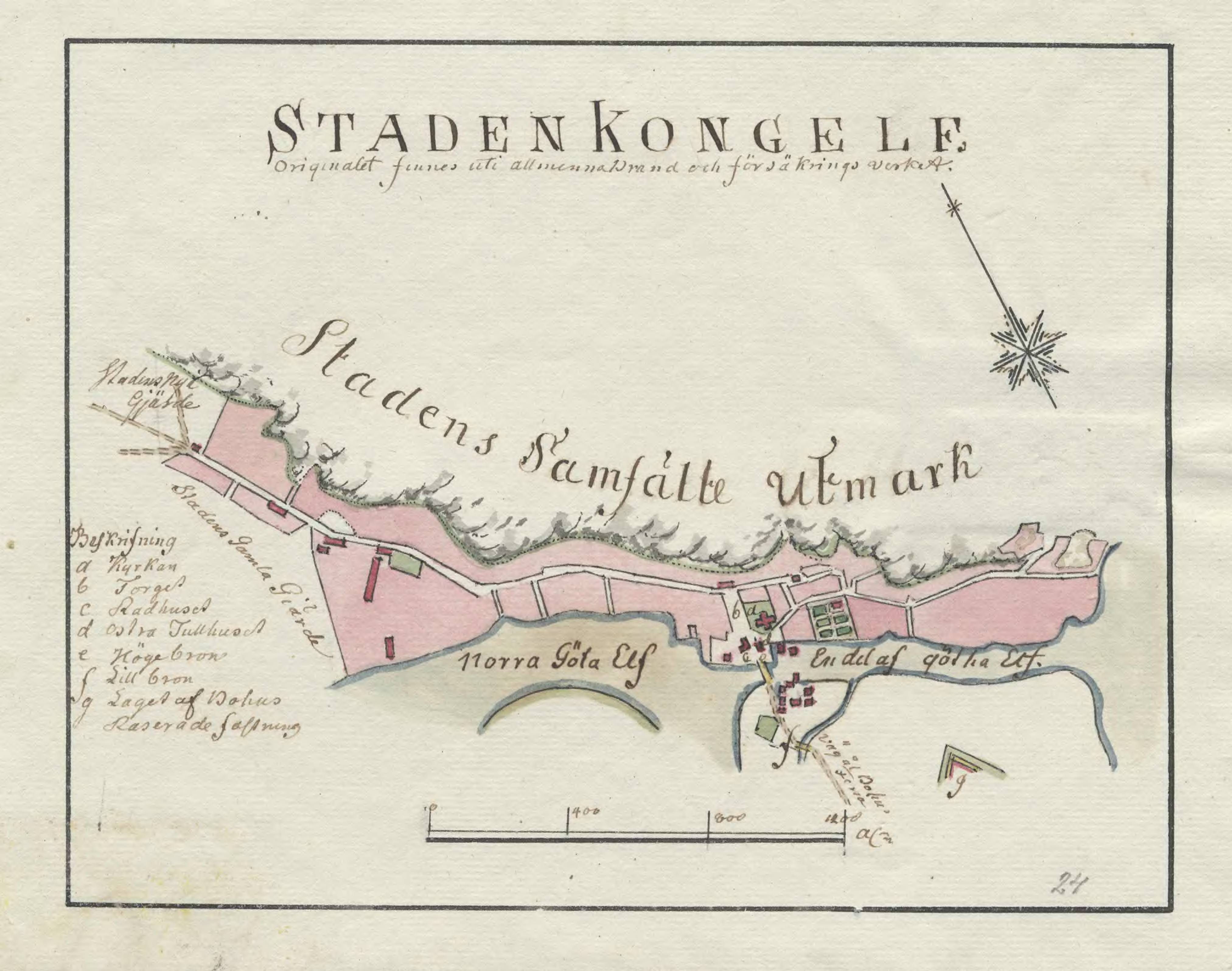
Karta över Kungälv från 1790-talet.

Kungälv är en tätort i södra Bohuslän, belägen ca 20 km norr om centrala Göteborg där Göta älv förgrenas i Nordre älv. Kungälv är centralort i Kungälvs kommun, Västra Götalands län. Staden passeras av motorvägen på E6, och har en station på Bohusbanan i Ytterby, 4 km väster om centrum.
Kungälv är hemort för Nordiska folkhögskolan.

## Förhistoria Kungahälla
Staden låg ursprungligen 3 km längre västerut vid Nordre älv, och hette då Kongahälla. Det äldsta kända belägget på namnet Kungahälla är då den engelske munken och historieskrivaren Ordericus Vitalis i mitten av 1130-talet i en förteckning tar upp namnet Coneghella i en förteckning över norska städer. I den ungefär samtida Roskildekrönikan förekommer namnformen Cunnunchelde. Namnet förekommer även i isländska litteraturen såsom Njáls saga från slutet av 1200-talet och Heimskringla, författat omkring 1230, där de tidigaste händelserna utspelar sig redan på 960-talet. Säkra arkeologiska fynd finns först dock från det sena 1000-talet, varför de isländska sagornas berättelser om Kongahällas storhet under vikingatiden numera anses som litterära konstruktioner.
Som kungsgård är Kungahälla sannolikt äldre än 1100-talet. Den modernare namnformen Kongälv, senare alltså Kungälv, förekommer först omkring år 1500.
Enligt Snorre Sturlasson ska Kongahälla ha varit platsen för trekungamötet 1101, då de nordiska kungarna slöt ett fredsavtal. Därefter ska kung Sigurd Jorsalafarare ha gjort den till en av Norges främsta städer. Till minne av mötet restes Arvid Källströms staty Tre kungar på Nytorget 1959.
Redan 1135 jämnades emellertid staden med marken av venderna. Kongahälla återuppbyggdes, men skulle förstöras fler gånger: 1368 brändes den ner av hanseaterna, och svenskarna brände ner den 1563 och 1612.
Kungahälla erhöll privilegier, dagtecknade Kungsbacka den 30 juli: [årtal saknas?]
"Wi Kristoffer, med Guds nåd Danmarks, Norges, Sveriges, Wendes och Göta konung, Pfalzgreve vid Rhein och härtig i Bayern, göre veterligt alle män, att vi av vår synnerhga gunst och nåd hava tagit och undfångit, och taga och undfå med detta vårt öppna brev våra älskliga borgare i vår köpstad Kunghälla, och allt deras gods, hjon och tjänare uti vårt konungsliga värn, hägn, tröst och beskärm, att försvara och fördagtinga till alla rätta mål, och uppå det att förenämnde vår köpstad. Kunghälla må desto ytterligare förbättras, så unne vi dem ..."

## Historia

### 1600-talet
1614 flyttades staden, som nu börjat kallas Ny-Kungälv, till Bagaholmen (nuvarande Fästningsholmen) på order av Kristian IV för att komma i skydd under Bohus fästning. Det hindrade inte Sverige att 1645, under Hannibalsfejden, ännu en gång bränna ner den.
Ett antal byggnader började byggas upp utanför fästningsholmen under mitten av 1600-talet. Bland annat stadens fängelse som byggdes vid nuvarande Västra Gatan 3, och där källarvalven ännu finns kvar.
Vid Freden i Roskilde 1658 blev Kungälv svenskt och förlorade omgående sin stapelrätt, det vill säga rätt att bedriva utrikeshandel. 
Vid denna tid hade Kungälv endast omkring 600-800 innevånare.
Så gott som alla hus utmed Västra Gatan, och några veckor senare även Östra Gatan, brändes av svenska militären 1676 under Gyldenløvefejden för att förhindra att den dansk-norska hären som närmade sig skulle få fäste. Detta påskyndande den flyttning av staden från dess plats direkt under fästningen till sin nuvarande som inletts vid mitten av 1600-talet, och flytten var slutförd omkring 1680.

### 1700-talet
Vid mitten av 1700-talet fick Kungälv ett uppsving tack vare det bohuslänska fiskets uppblomstring. Mellan 1751 och 1805 ökade invånarantalet från omkring 600 till 1050 personer.
År 1762 fick staden tillbaka sin stapelrätt. 
Under Teaterkriget 1788 marscherade norska trupper ner genom Bohuslän, och prins Karl av Hessen hade under de följande fredsförhandlingarna sitt högkvarter i Kungälv. Bohus fästning hade upphört som rustad försvarsanläggning 1786.

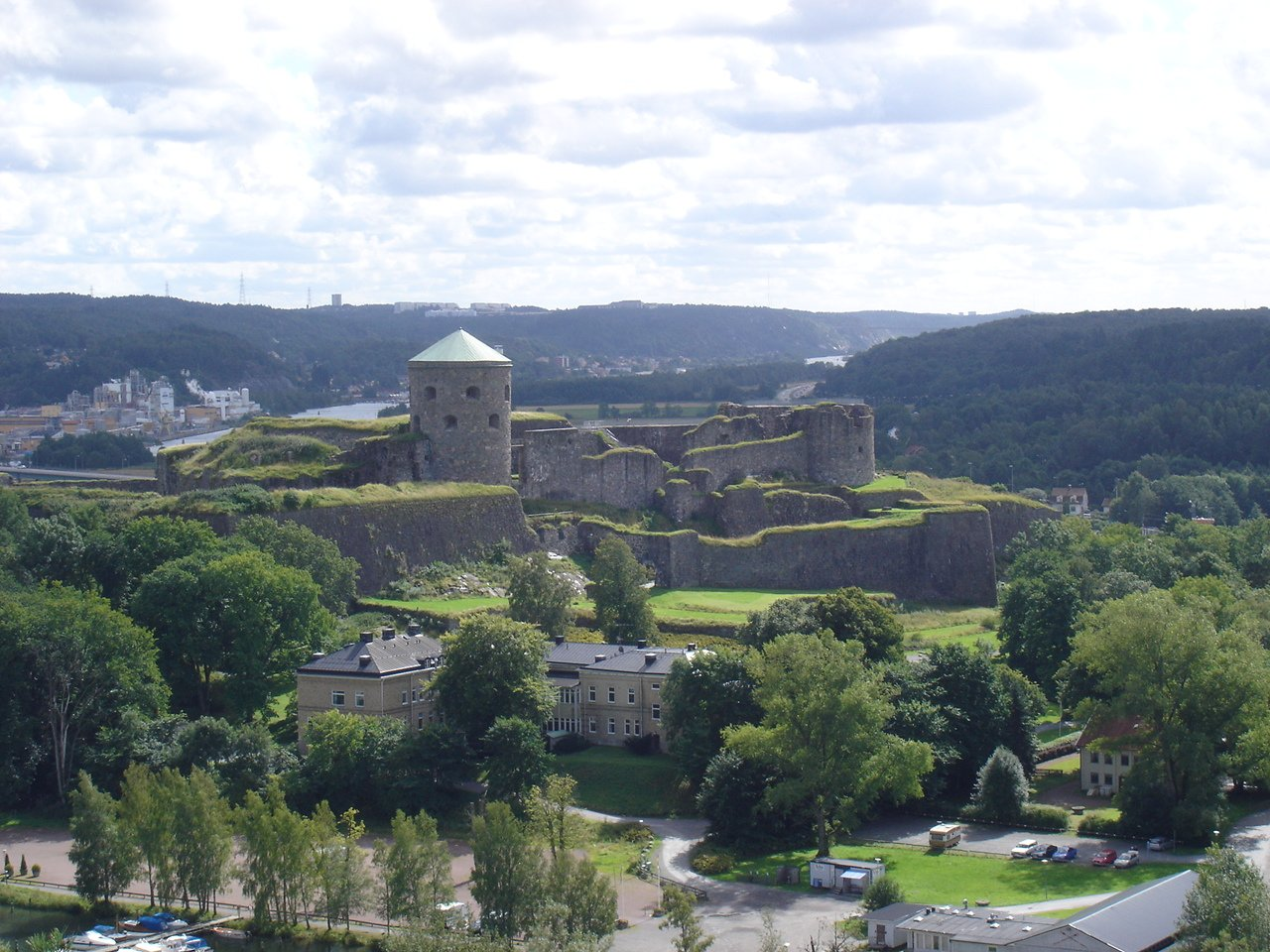
Bohus fästning.

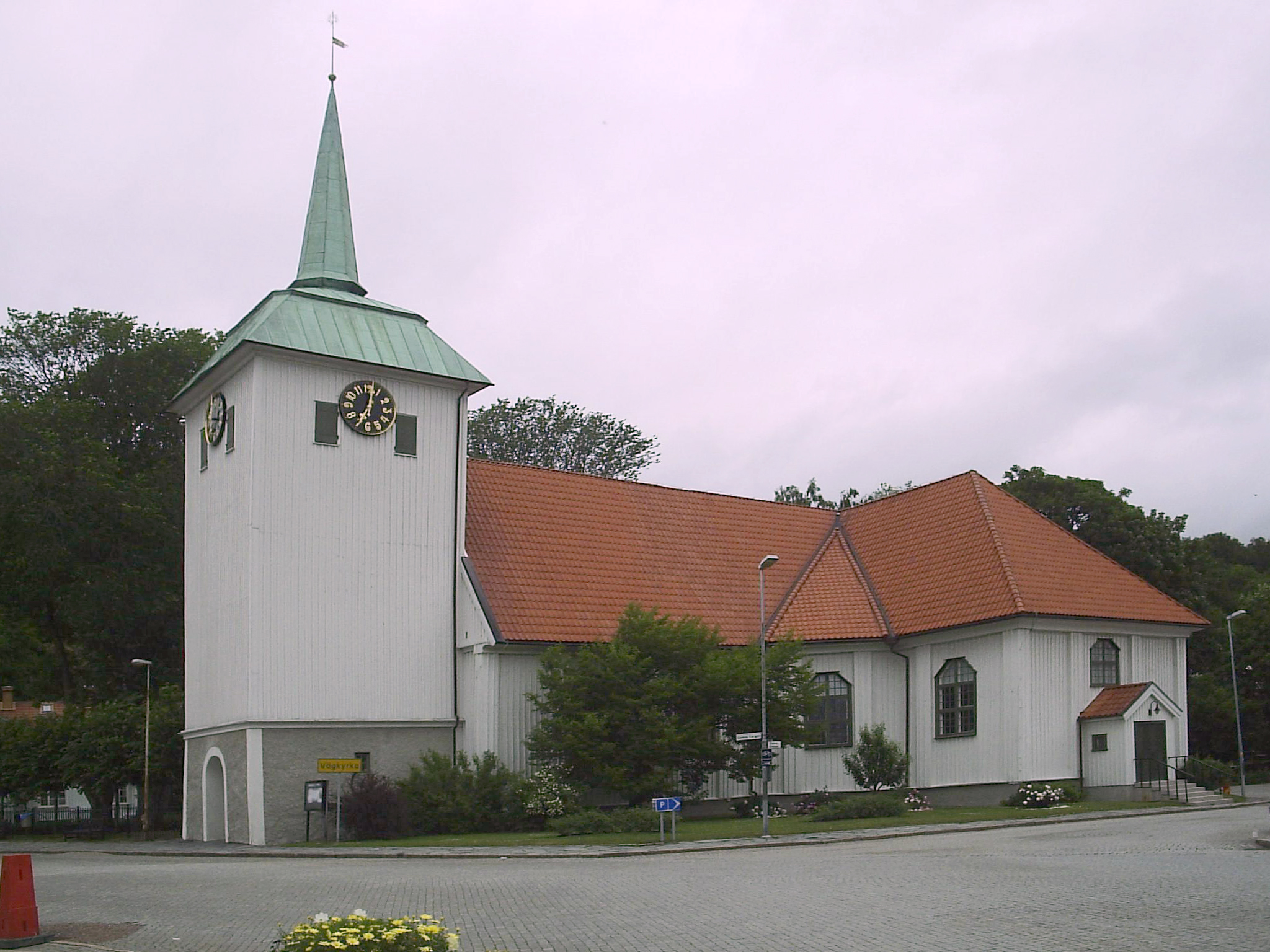
Kungälvs kyrka.

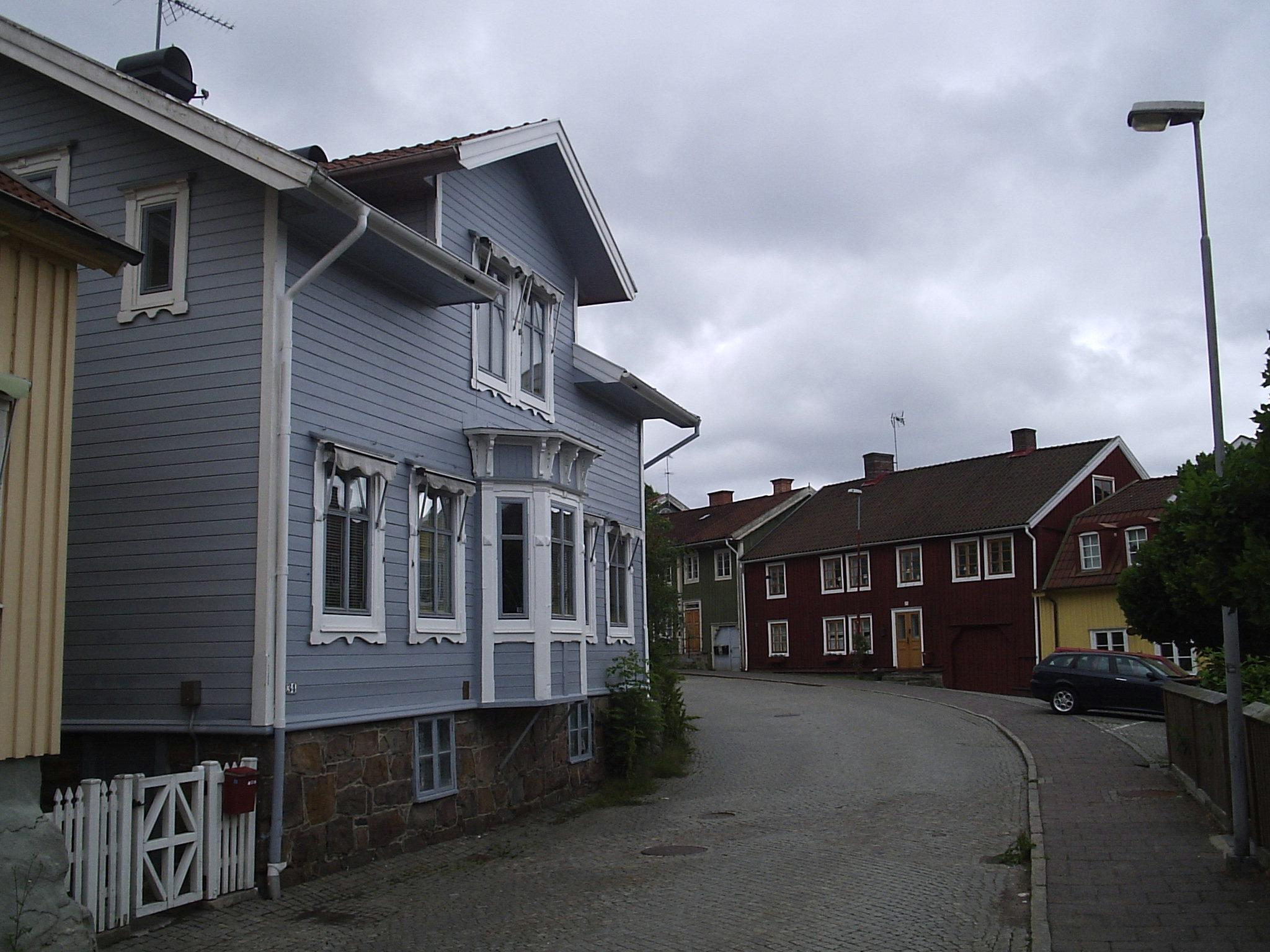
Västra gatan i Gamla stan.

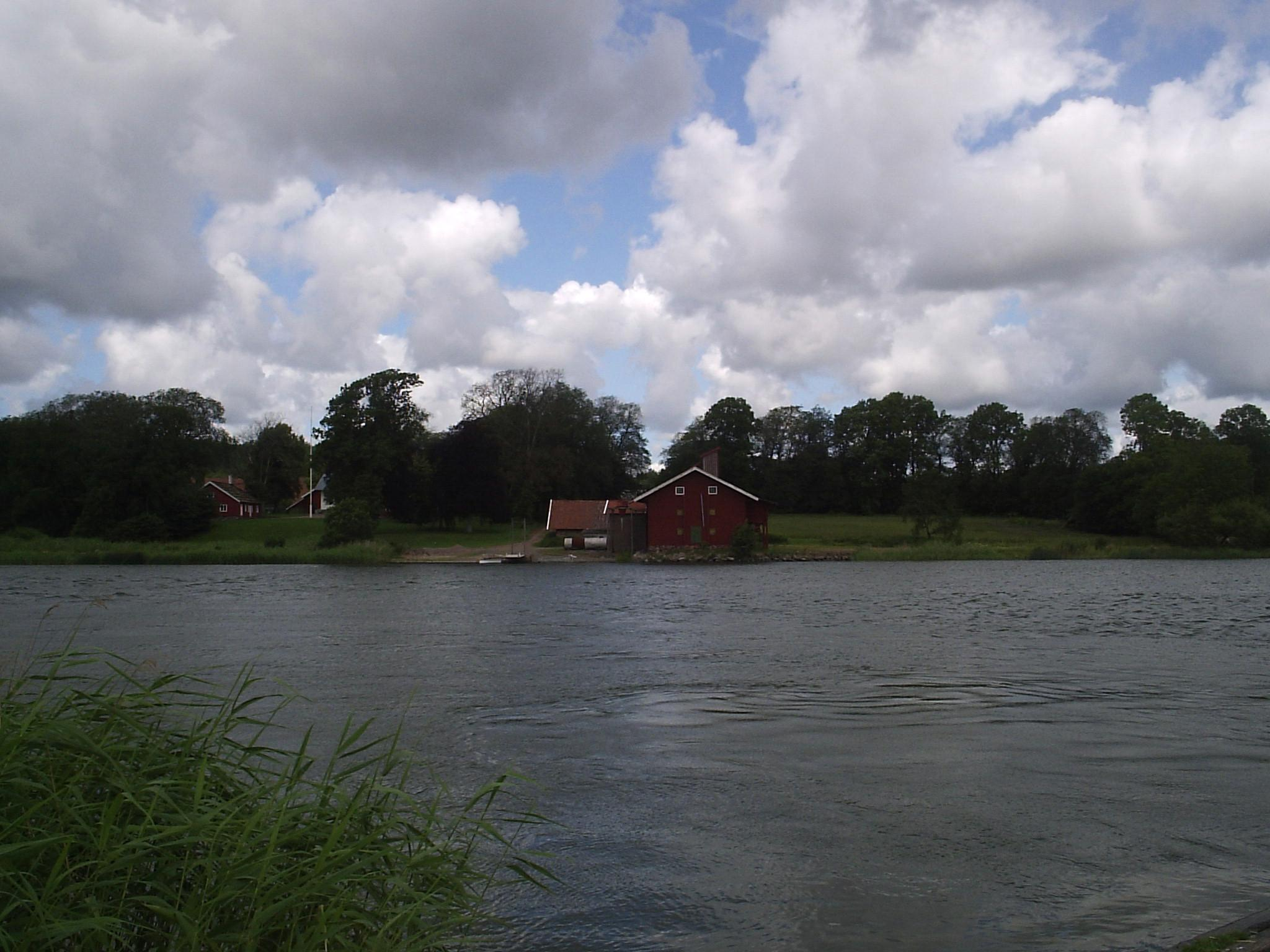
Kastellegården vid Nordre älv, där staden Kongahälla en gång låg.

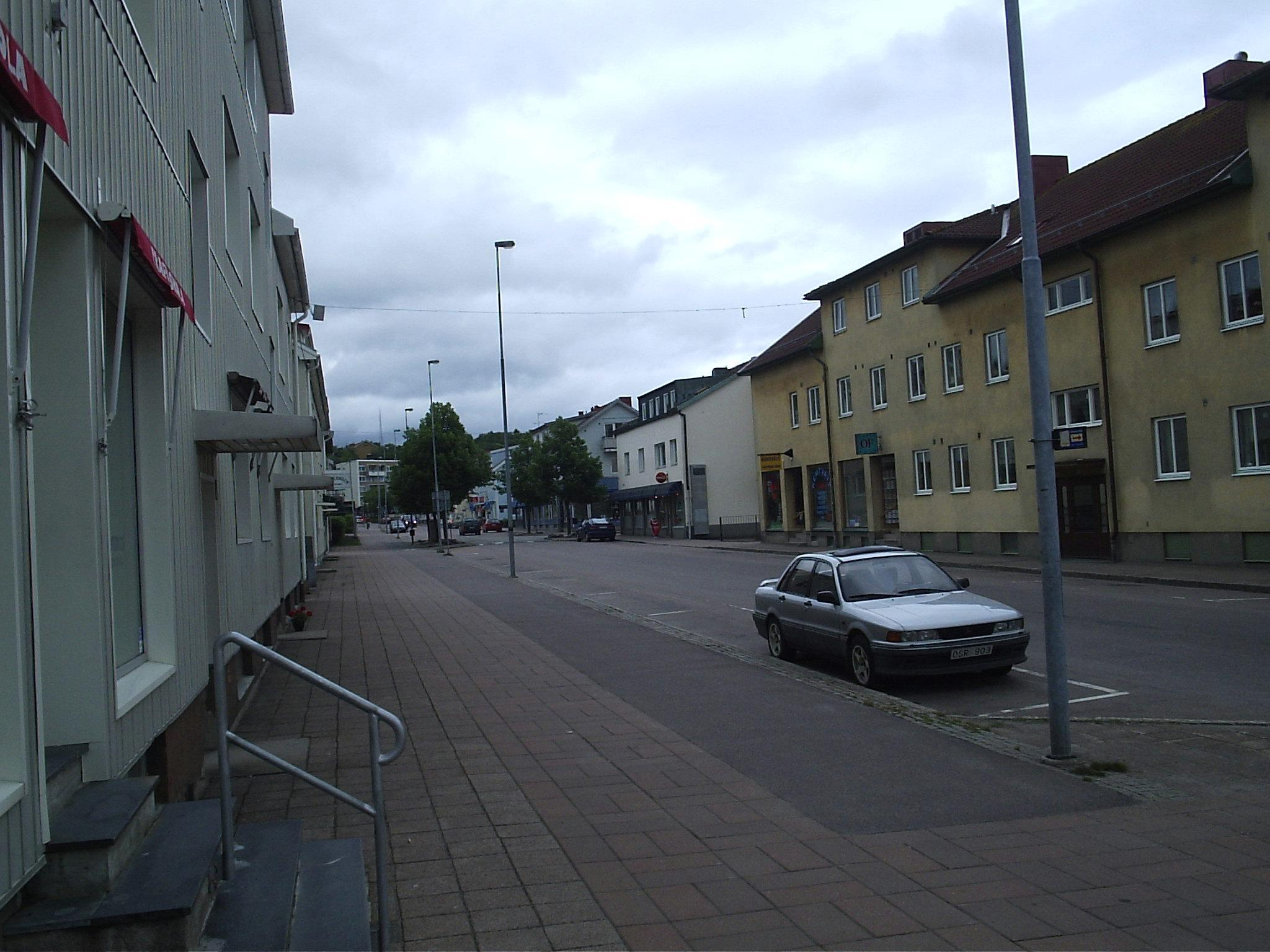
Ytterbyvägen.

### Industrialisering
Kungälv var länge Bohusläns minsta stad – först på 1910-talet gick den om Marstrand – med jordbruk som främsta näring. Den började industrialiseras 1875 då Kungälvs glasbruk startade, för att läggas ner 1956. Företaget Göteborgs Kex AB grundades 1888 och ägdes i perioder av Marabou och Orkla innan tillverkningen flyttades från Kungälv till Riga i Lettland i slutet av 2022. Mellan 1909 och 1982 tillverkade ABC-fabrikerna (AB Bröderna Claesson) sport- och fritidsutrustning, bland annat skridskor och tält.

### Administrativa tillhörigheter
Kungälvs stad ombildades vid kommunreformen 1862 till en stadskommun. Bebyggelsen kom också att expandera in i Ytterby socken/Ytterby landskommun och Kareby socken/Kareby landskommun. 1952 införlivades Rödbo socken/Rödbo landskommun som dock 1974 överfördes till Göteborgs kommun. 1971 uppgick stadskommunen i Kungälvs kommun med Kungälv som centralort.
I kyrkligt hänseende har Kungälv alltid hört till Kungälvs församling med delar i Ytterby församling och Kareby församling.
Orten ingick till 1928 i domkretsen för Kungälvs rådhusrätt för att därefter till 1948 ingå i Inlands södra tingslag, därefter till 1955 i Inlands tingslag och sedan till 1971 i Hisings, Sävedals och Kungälvs tingslag. Från 1971 till 2006 ingick orten i Stenungsunds domsaga och från 2006 till 2009 i Mölndals domsaga och den ingår från 2009 i Göteborgs domsaga.

### Befolkningsutveckling
| Befolkningsutvecklingen i Kungälv 1960–2020 | Befolkningsutvecklingen i Kungälv 1960–2020 | Befolkningsutvecklingen i Kungälv 1960–2020 | Befolkningsutvecklingen i Kungälv 1960–2020 | Befolkningsutvecklingen i Kungälv 1960–2020 |
| --- | ------------------------------------------- | ------------------------------------------- | ------------------------------------------- | ------------------------------------------- |
| |                                             |                                             |                                             |                                             |
| År |                                             |                                             | Folkmängd                                   | Areal (ha)                                  |
| 1960 | 1960                                        |                                             | 6 310                                       |                                             |
| 1965 | 1965                                        |                                             | 9 365                                       |                                             |
| 1970 | 1970                                        |                                             | 11 621                                      |                                             |
| 1975 | 1975                                        |                                             | 12 764                                      |                                             |
| 1980 | 1980                                        |                                             | 16 693                                      |                                             |
| 1990 | 1990                                        |                                             | 18 740                                      | 963                                         |
| 1995 | 1995                                        |                                             | 20 181                                      | 1 035                                       |
| 2000 | 2000                                        |                                             | 20 454                                      | 1 070                                       |
| 2005 | 2005                                        |                                             | 21 139                                      | 1 096                                       |
| 2010 | 2010                                        |                                             | 22 768                                      | 1 152                                       |
| 2015 | 2015                                        |                                             | 24 101                                      | 1 462                                       |
| 2018 | 2018                                        |                                             | 19 410                                      | 1 097                                       |
| 2020 | 2020                                        |                                             | 26 960                                      | 1 539                                       |
| Anm.: Sammanvuxen med Ytterby 1980 och med Rödbo 2015 samt med Rishammar 2018. Ytterby (och Tega) utbruten 2018 men åter del av Kungälv 2020 då även Hältorp införlivades |                                             |                                             |                                             |                                             |

## Bebyggelse
Kungälvs bebyggelse var förr koncentrerad till Västra gatan och Östra gatan, som till stor del har kvar sin gamla småstadsbebyggelse. Under 1900-talets expansion har centrum förskjutits västerut till Västra tullen, vars namn ännu lever kvar. 
Staden har vuxit ytterligare västerut. Ett köpcentrum, Kongahälla Center, öppnades den 28 mars 2019.

### Byggnadsminnen
- Bohus fästning
- Kastellegården
- Kungälvs rådhus, Stora torget 1
- Strandska huset, Västra gatan 8
- Thorildska huset, Västra gatan 2
- Zetterlöfska huset, Västra gatan 5
- Uddmanska huset, Västra gatan 9
- Lundholmska huset, Västra gatan 19
- Schwartzska huset, Västra gatan 21 A

### Kyrkor
- Kungälvs kyrka
- Kastalakyrkan
- Munkegärdekyrkan
- Ytterby kyrka
- Pingstkyrkan
- Missionskyrkan

### Utbildning
Kungälvs kommun har 22 grundskolor, varav 7 är friskolor. Gymnasieskolan Mimers Hus ligger i centrala Kungälv, liksom högstadieskolan Thorildskolan, platsen för den första dödliga skolattacken i Sverige 1961.
Kungälv är hemorten för toleransprojektet som startades av Kungälvs kommun  efter mordet på John Hron den 17 augusti 1995 vid Ingetorpssjön. Dess syfte är att motverka "såväl befintlig som framtida intolerans och rasism". Det har tagits upp i både mediala, politiska och inte minst utbildningssammanhang.

## Kommunikationer
Kungälv har direkta bussförbindelser med bland annat Mölnlycke, södra Ale (Bohus och Surte), Göteborg, Uddevalla, Lilla Edet och Marstrand. Bussarna går från ett resecentrum (invigt 2018) vid E6 500 meter från centrum. Bland annat X4 som även passerar centrum går dit. Från centrala Kungälv är det cirka 4 km till Ytterby station (Bohusbanan) och cirka 4 km till Bohus station (Alependeln).

## Sevärdheter
- Bohus fästning
- Fontins naturreservat (För fler naturreservat, se Ytterby socken.)

## Idrott i Kungälv
- Volleyboll: Kungälvs VBK (flerfaldiga svenska mästare)
- Golf: 
  - Gullbringa Golf and Country Club
  - Kungälv-Kode Golfklubb
  - Lysegårdens Golfklubb
  - Ingetorps Golfklubb
- Bandy: 
  - IFK Kungälv
  - Kareby IS
  - Kungälvs SK
- Fotboll: 
  - IK Kongahälla
  - Romelanda UF
  - Ytterby IS
  - Kode IF
  - Hermansby IF
  - Hålta IF
  - Kareby IS
  - Komarken FC
  - Kungälvs FF
  - Diseröd SK
- Friidrott: Kongahälla AIK
- Gymnastik: GF Kungälvs Gymnasterna
- Handboll: Kungälvs HK
- Innebandy: IBK Kungälv
- Ishockey: 
  - Kungälvs IK
  - KB Knights
- Kanot: Kungälvs Kanotklubb
- Motorsport: Kungälvs Jeep Klubb
- Orientering: Kungälvs orienteringsklubb
- Rodd: Kungälvs Roddklubb
- Teamåkning: Ytterby Kungälvs Konståkare YKK
- Simning: Kungälvs simsällskap
- Tennis: Kungälvs Tennisklubb
- Badminton: Kungälvs Badmintonklubb
- Ridsport: Kongahälla Ridsällskap

### Idrottshallar
- Mimershallen
- Kastellegårdshallen
- Kungälvs idrottshall
- Munkegärdehallen (används av skolor i Munkegärdeområdet och är hemmahall för Marstrands Innebandy)

## Kända personer från Kungälv
Se även Personer från Kungälv

### 1600-tal
- Michael Arenchil – kyrkoman och riksdagsman

### 1800-tal
- Pehr Andreasson – lantbrukare och riksdagsman
- Carl Grundell – kyrkoherde och riksdagsman
- Gustaf Kilman – ryttare och olympisk guldmedaljör
- Hjalmar Johansson – musikdirektör
- Alexander Samuelson - glasbruksdirektör och formgivare av Coca-Cola-flaskan

### 1900-tal
- Monika Ahlberg – balettdansare, kock och matskribent
- Lias Andersson – ishockeyspelare
- Mikael Andersson – ishockeyspelare
- Niklas Andersson – ishockeyspelare
- Mats Ardström – filmfotograf
- Maria Arnholm – politiker, partisekreterare för Liberalerna
- Anton Axelsson – ishockeyspelare
- Per-Johan Axelsson – ishockeyspelare
- Mirsad Bektašević – dömd för terrorbrott
- Marcus Berggren – ståuppkomiker och programledare
- Maria Brandin – roddare
- Stefan Brunzell – musiker
- Anders Byström – skådespelare
- Helena Döse – operasångare
- Björn Gustafsson – komiker och skådespelare
- Daniel Hansson - nynazist och kriminell dömd för mordet på John Hron
- Kevin Hermansson – roddare
- John Hron – pojke som mördades av nynazister
- Sarah Klang – sångerska
- Carin Koch – golfspelare
- Karin Franz Körlof – skådespelare, dramatiker och regissör
- Göran Larsson - professor, religionshistoriker
- Gert Lengstrand – sångare och låtskrivare
- Lovisa Lindh – friidrottare
- Erik Lindh – bordtennisspelare, förbundskapten
- Jessica Schiefauer – författare
- Fredrik Sjöström – ishockeyspelare
- Henrik Stenson – golfspelare
- Pontus Wernbloom – fotbollsspelare
- Gustav Ytterborn – agronom och ämbetsman
- Hugo Öfverström - konstnär, målare